# Pohoří (district de Prague-Ouest)
Pour les articles homonymes, voir Pohoří.
Pohoří (en allemand : Horomierschitz) est une commune du district de Prague-Ouest, dans la région de Bohême-Centrale, en République tchèque. Sa population s'élevait à 367 habitants en 2020.

## Géographie
Pohoří se trouve à 2,5 km à l'est-nord-est de Jílové u Prahy, à 18 km au sud-ouest de Týnec nad Sázavou et à 22 km au sud-sud-est du centre de Prague.
La commune est limitée par Libeř au nord, par Sulice, Kostelec u Křížků, Kamenice et Krhanice à l'est, par Kamenný Přívoz au sud, et par Jílové u Prahy à l'ouest.

## Histoire
La première mention écrite de la localité date de 1402.

## Administration
La commune se compose de trois quartiers :
- Pohoří
- Chotouň
- Skalsko

## Transports
Par la route, Pohoří se trouve à 3,2 km de Jílové u Prahy, à 13,5 km de Týnec nad Sázavou et à 34 km du centre de Prague.